# John Holmes Prentiss

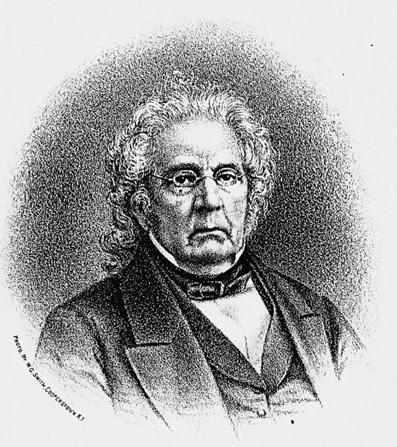
John Holmes Prentiss

John Holmes Prentiss (* 17. April 1784 in Worcester, Massachusetts; † 26. Juni 1861 in Cooperstown, New York) war ein US-amerikanischer Politiker. Zwischen 1837 und 1841 vertrat er den Bundesstaat New York im US-Repräsentantenhaus. Der US-Senator Samuel Prentiss war sein Bruder.

## Werdegang
John Holmes Prentiss wurde ungefähr ein Jahr nach dem Ende des Unabhängigkeitskrieges in Worcester geboren. Er besuchte lokale und Privatschulen. 1808 war er Foreman bei der New York Evening Post. Er zog im Oktober 1808 nach Cooperstown im Otsego County. Dort gründete er im selben Jahr den Freeman’s Journal, wo er als Redakteur arbeitete. Gouverneur George Clinton ernannte ihn zum Colonel in der Miliz und diente dann als Division Inspector im Stab des Heerführers (Commander in Chief). Am 24. April 1833 wurde er Postmeister in Cooperstown – eine Stellung, die er bis zum 17. Februar 1837 innehatte. Politisch gehörte er der Demokratischen Partei an. Er war Vizepräsident der Democratic State Convention in Albany.
Bei den Kongresswahlen des Jahres 1836 für den 25. Kongress wurde Prentiss im 19. Wahlbezirk von New York in das US-Repräsentantenhaus in Washington, D.C. gewählt, wo er am 4. März 1837 die Nachfolge von Sherman Page antrat. Er wurde einmal wiedergewählt. Da er auf eine erneute Kandidatur im Jahr 1840 verzichtete, schied er nach dem 3. März 1841 aus dem Kongress aus.
Nach seiner Kongresszeit kehrte er zu seiner früheren Zeitungstätigkeit zurück. Er bekleidete auch den Posten als Präsident in der Bank of Cooperstown. Am 26. Juni 1861 verstarb er in Cooperstown und wurde dann auf dem Lakewood Cemetery beigesetzt. Zu jenem Zeitpunkt tobte der Bürgerkrieg seit ungefähr zweieinhalb Monate.